# Lucretia Mott
Lucretia Mott (nascida Coffin, Nantucket, Massachusetts, Estados Unidos da América, 3 de janeiro de 1793 — Filadélfia, Pensilvânia, Estados Unidos da América, 11 de Novembro de 1880) foi uma americana quaker, abolicionista, ativista dos direitos das mulheres e reformadora social. Ficou conhecida por ser uma das primeiras ativistas feministas do século XIX ao defender o sufrágio feminino e a necessidade de reformar a posição das mulheres na sociedade quando foi proibida de participar na Convenção Mundial contra a Escravidão em 1840, devido ao facto de ser mulher. Quando a escravatura foi proibida em 1865, defendeu o direito de voto para os ex-escravos que estavam sujeitos a leis discriminatórias e raciais dentro dos limites dos Estados Unidos. Permaneceu uma figura central no movimento de abolição e sufrágio até sua morte em 1880.

## Primeiros Anos de Vida
Nascida a 3 de janeiro de 1793, em Nantucket, Massachusetts, Lucretia Coffin era a segunda filha de Thomas Coffin, descendente de Tristam Coffyn, colono britânico que ajudou a realizar a compra da ilha de Nantucket, e de Anna Folger, descendente de Peter Folger, professor, poeta, missionário baptista, intérprete e tradutor entre os primeiros colonos e os nativos americanos de Nantucket. Benjamin Franklin era seu primo pelo lado materno. Ambos pais eram quakers.
Viveu até aos onze anos de idade na sua cidade natal, mudando-se mais tarde para o Condado de Dutchess, em Nova Iorque, quando ingressou na escola preparatória Nine Partners School, gerida pela Sociedade Religiosa dos Amigos. Ali estudou para se tornar professora e começou a debater-se sobre os direitos das mulheres quando descobriu que os professores do sexo masculino recebiam um ordenado significativamente maior do que as do sexo feminino. Enquanto trabalhava como professora assistente, conheceu James Mott, também professor e quaker, com o qual veio a casar, por amor e com o aval de ambas as famílias, a 10 de abril de 1811.
Após o casamento, fixou-se em Filadélfia e teve seis filhos, sendo que o segundo, Thomas Mott, faleceu apenas com dois anos de idade. Os restantes filhos tornaram-se activistas e reformadores sociais, seguindo o legado dos seus pais.

## Abolicionismo

### Primeiros Esforços Antiescravagistas
Mudando-se para Filadélfia, Lucretia Mott encontrava-se numa cidade com uma forte presença quaker. Como tal, em 1821, começou a exercer como oradora e pregadora quaker. Com o apoio do seu marido, ela viajou extensivamente pelo estado de Pensilvânia e pregou vários sermões que enfatizavam a escravatura como um erro, originário da ganância humana e pura maldade.
Em 1833, James Mott fez parte da criação da Sociedade Antiesclavagista Americana e Lucretia tornou-se na primeira mulher a discursar num encontro organizado pela dita organização, na cidade de Filadélfia. Poucos dias depois, ela e outras mulheres abolicionistas, tanto de etnia caucasiana como africana, criaram a Sociedade Antiesclavagista Feminina da Filadélfia. Integradas na organização principal, a sociedade feminina opunha-se verazmente contra a escravatura e o racismo, trabalhando activamente em bairros de cariz mais pobre, com predominância na comunidade negra, ajudando ainda a criar uma rede secreta de casas abrigo que albergavam activistas e escravos fugitivos ou a recolher donativos para caridade.
Apesar do seu árduo trabalho pela causa antiescravagista, muitos membros de vários movimentos abolicionistas opunham-se à participação de mulheres nos seus congressos e reuniões, chegando mesmo a alertar estas de que o acto de uma mulher discursar publicamente infringia directamente os ensinamentos bíblicos de São Paulo (1 Timóteo 2:12). Apesar de terem ocorrido episódios de assédio e intimidação por parte de abolicionistas do sexo masculino e oponentes pró-escravagistas, Lucretia, que chegou a ser perseguida e ameaçada, continuou a lutar pela causa até ao final da sua vida, atendendo três congressos da Sociedade Antiesclavagista Americana (1837, 1838, 1839) e fazendo parte de outras organizações como a Sociedade Antiesclavagista da Pensilvânia e a American Free Produce Association.

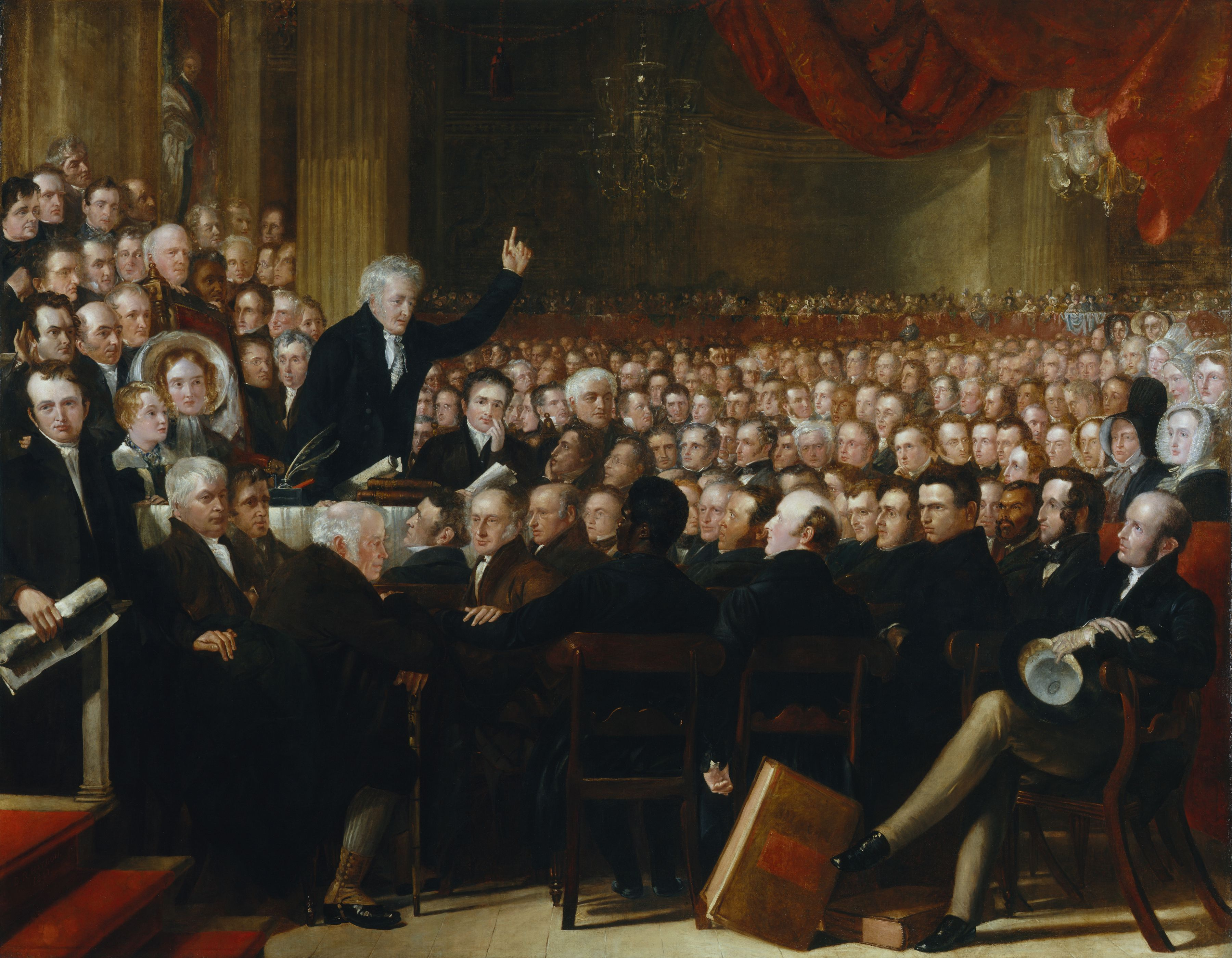
Convenção da Sociedade Antiesclavagista de 1840 por Benjamin Robert Haydon

### Convenção Mundial Contra a Escravidão
A 12 de junho de 1840, foi organizada a primeira Convenção Internacional da Sociedade Antiesclavagista no Freemason's Hall, em Londres, com a participação de abolicionistas de vários países, sendo a grande maioria provenientes de diferentes delegações dos Estados Unidos e de França. Como tal, Lucretia Mott deslocou-se ao Reino Unido a fim de participar na convenção, comumente conhecida como Convenção Mundial Contra a Escravidão, contudo, horas antes das palestras começarem, foi realizada uma votação que não só proibia as seis mulheres delegadas presentes de participarem como as obrigava a se sentarem numa área segregada durante todo o evento. Segundo a maioria dos que votaram a favor desta condição, os activistas do sexo masculino não queriam ser associados ao movimento dos direitos das mulheres e receavam que essa causa roubasse protagonismo ou destaque à razão pela qual ali estavam reunidos. Vários abolicionistas americanos e ingleses protestaram contra a decisão, tais como William Lloyd Garrison, Wendell Phillips, Nathaniel Peabody Rogers, William Adam e Charles Lenox Remond, que se sentaram na área segregada em apoio às mulheres presentes.
Durante o evento, Lucretia Mott ficou conhecida como a "Leoa da convenção", sendo retratada juntamente com as activistas inglesas Elizabeth Pease, Mary Anne Rawson, Anne Knight, Elizabeth Tredgold e Mary Clarkson, na pintura comemorativa da convenção, realizada por Benjamin Robert Haydon. Nesse mesmo evento, conheceu a activista Elizabeth Cady Stanton e o seu marido Henry Brewster Stanton, tornando-se desde então aliadas e amigas até ao final de suas vidas.
Encorajada pelos debates, Lucretia regressou aos Estados Unidos com um novo fervor para continuar a lutar pela abolição da escravatura e as suas reivindicações feministas, intensificando as suas viagens e discursos em cidades como Nova Iorque e Boston, assim como em terras que apoiavam a compra e venda de escravos, tais como Baltimore, Maryland e outras cidades no estado da Virgínia.

## Feminismo

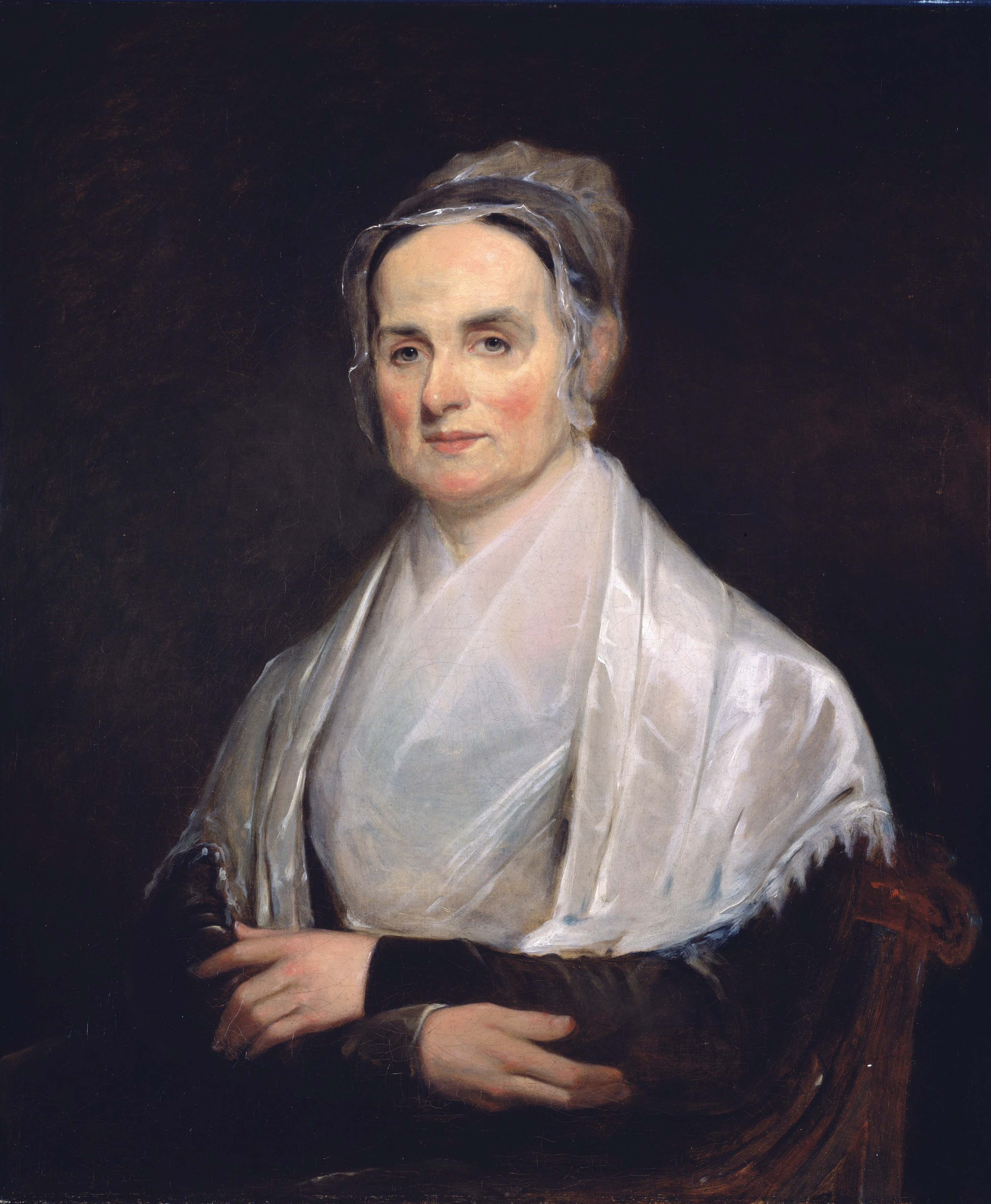
Retrato de Lucretia Mott por Joseph Kyle

Influenciada pelo Unitarismo, os reformadores Theodore Parker e William Ellery Channing, os ensinamentos Quakers e o escritor e defensor da liberdade religiosa William Penn, Lucretia Mott defendia a igualdade de gêneros, reforçando nos seus discursos a importância da igualdade salarial e jurídica, assim como o direito ao divórcio e ao voto, entre outras questões inerentes aos direitos das mulheres, independentemente da sua religião, etnia ou classe social.

### Convenção de Seneca Falls
Em 1848, oito anos após se terem conhecido em Londres, Lucretia Mott e a activista Elizabeth Cady Stanton juntaram-se novamente e organizaram o primeiro congresso pelos direitos das mulheres em Seneca Falls, Nova Iorque. Denominado como Convenção de Seneca Falls, o evento histórico decorreu de 19 a 20 de julho, numa igreja metodista. Desse encontro resultou a publicação da Declaração de Seneca Falls ou Declaração de Sentimentos, um documento baseado na Declaração de Independência dos Estados Unidos, no qual eram denunciadas várias restrições às quais as mulheres estavam submetidas, sobretudo no campo da política: não poder votar, não comparecer a eleições, não poder ocupar cargos públicos, não poder afiliar-se a quaisquer organizações políticas ou prestar quaisquer assistência em reuniões políticas, entre outras. Apesar de Lucretia acreditar que o meio político era intrinsecamente propenso à corrupção e à ganância, após debater com Stanton concordou que o facto de não existirem mulheres no meio dificultava a mudança de valores e direitos que ambas desejavam para o futuro.
Poucos dias depois, durante a Convenção Nacional do Partido da Liberdade (Liberty Party), cinco dos oitenta e quatro delegados votaram em Lucretia Mott para candidata do partido ao cargo de Vice-Presidente dos Estados Unidos. Entre os nove nomeados, ficou em quarto lugar, algo improcedente até então.

### Associação Americana pela Igualdade de Direitos
Após a Guerra Civil Americana, em 1866, juntamente com Susan B. Anthony, Elizabeth Cady Stanton, Lucy Stone, Frederick Douglass e outros activistas, Lucretria Mott criou a Associação Americana pela Igualdade de Direitos (American Equal Rights Association - AERA), sendo eleita presidente da associação pelos membros constituintes. A principal reivindicação da organização visava um sufrágio universal.
Dois anos depois, demitiu-se do cargo por discordar com uma aliança criada dentro da associação, entre Elizabeth Cady Stanton e Susan B. Anthony com George Francis Train, um controverso mas bem sucedido homem de negócios.

## Fim de Vida
Lucretia Mott faleceu a 11 de novembro de 1880, vítima de pneumonia, em sua casa, em Roadside, Cheltenham, Pensilvânia.
Foi sepultada no ponto mais alto de Fair Hill Burial Ground, um cemitério Quaker no Norte de Filadélfia.

## Obras
Em 1849, publicou um livro de nome "Sermão para os Alunos de Medicina" ("Sermon to the Medical Students").
Em 1850, publicou o discurso "Discourse on Woman", sobre as restrições das mulheres nos Estados Unidos.